# Dżanan Manołowa
Dżanan Manołowa (bg. Джанан Манолова; 16 maja 1993) – bułgarska zapaśniczka walcząca w stylu wolnym. Trzykrotna uczestniczka mistrzostw świata; brązowa medalistka w 2015. Trzecia na mistrzostwach Europy w 2012 i 2014. Dwunasta na igrzyskach europejskich w 2015. Wicemistrzyni świata juniorów w 2013 roku.